# Айелет-ха-Шахар
Айелет-ха-Шахар — кибуц в долине Хула, неподалеку от Хацор-ха-Глилит, который входит в районный совет Верхней Галилеи. Рядом с поселением был раскопано древнее поселение Тель-Хацор, а у входа в кибуц архитектор Давид Резник спроектировал уникальное здание для экспонатов, которые были найдены там.
Благодаря своему расположению вблизи северной границы, кибуц служил важным местом, где незаконные имигранты во время британского мандата переходили на территорию Палестины из Сирии или из Ливана. Кроме того, за прошедшие годы в кибуце прошли абсорбцию множество иммигрантов со всей Европы.

## Происхождение названия
Название поселения взято из стиха в Пс. 21:1: «Начальнику хора. При появлении зари» и является отсылкой к арабскому названию земельного участка Наджмат ас-Сабах (نَجْمَة الصُّبْح) («Звезда утра»). Первый ребёнок в кибуце получил имя «Кохав» («Звезда»), а его родители, Рухама и Арье Вишнивские, ивритизировали свою фамилию как «Шахар».

## Историческая справка
Кибуц был основан в 1915 году при содействии Фонда рабочих Эрец Исраэль группой иммигрантов второй алии, состоящей из пяти мужчин и одной женщины, которая была сформирована для поселения на землю. В 1918 году было получено 20 % земли, а в 1922—1923 годах началось строительство поселения. При поддержке Хаима Маргалиота-Кальварийского группа арендовала 700 дунамов земли в Наджмат ас-Сабах. Прежде эта земля сдавалась в аренду фермерам Рош-Пины, которые, в свою очередь сдавали её в аренду местным арабам. В 1921 году группа приобрела дополнительную землю, получила ещё 800 дунамов земли от правительства, а в 1924 году Еврейское колонизационное общество передало им землю, купленную ещё в 1892 году.
В отличие от других общин в Галилее, Айелет-ха-Шахар не присоединился к рабочей бригаде Тель-Хай после событий в Тель-Хай, и поэтому остался без достаточной финансовой поддержки со стороны Еврейского колонизационного общества и Гистадрута. Из-за отсутствия достаточных средств и нехватки рабочей силы кибуц оказался в тяжёлом положении, и в 1925 году обратился к кибуцу Эйн-Харод с просьбой о слиянии, на что был получен положительный ответ. В октябре 1925 года слияние состоялось. Вступление в организацию кибуца Эйн Харод привело к развитию кибуца Айелет-ха-Шахар, поскольку он находился в хорошем месте.
В марте 1926 года, после длительного спора по поводу воды с окружающими арабами, все мужчины в Айелет-ха-Шахар были обязаны связаться с полицией Цфата, а восемь из них были арестованы
В 1930 году в кибуце была основана школа, а в январе 1936 года был заложен первый камень постоянного здания школы. В то время, в кибуце жило около 250человек.
Во время Войны за независимость кибуц пострадал от обстрелов и воздушных бомбардировок сирийской армии. С 16 июля 1948 года защитникам кибуца удалось сбить самолёт сирийских вооруженных сил. Его обломки находятся в кибуце на площади перед детским садом.
В 2009 году Ишай Орен, член кибуца, выпустил фильм, который снимался в течение 14 лет, и рассказывает об изменениях, произошедших в кибуце Айелет-ха-Шахар глазами члена кибуца. Фильм «Хафшим» («Исследователи») должен был быть показан на фестивале «Докавив» в 2010 году, но после того, как режиссёр, ставший придерживаться строгих религиозных норм, запретил это, показ был отменен. Позже, в феврале 2011 года, фильм был показан вечером на канале Yes-Docu а специальной передаче, посвященной празднованию 100-летия кибуцного движения.
В 2008 году Комитет по вопросам планирования измененил статус кибуца Айелет-ха-Шахар на мошав.

## Фотогалерея

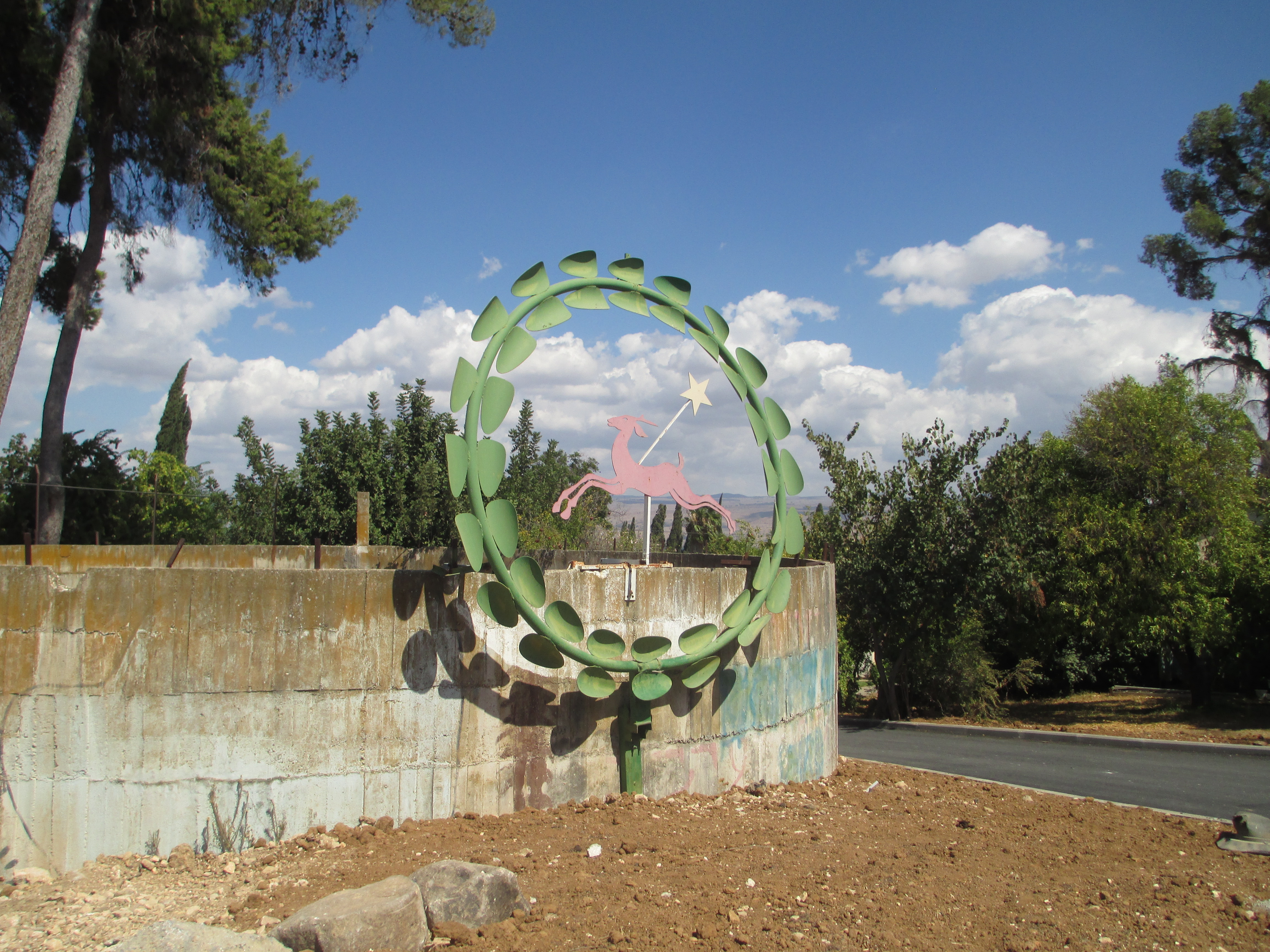
Статуя «Айелет ха-Шахар» в кибуце
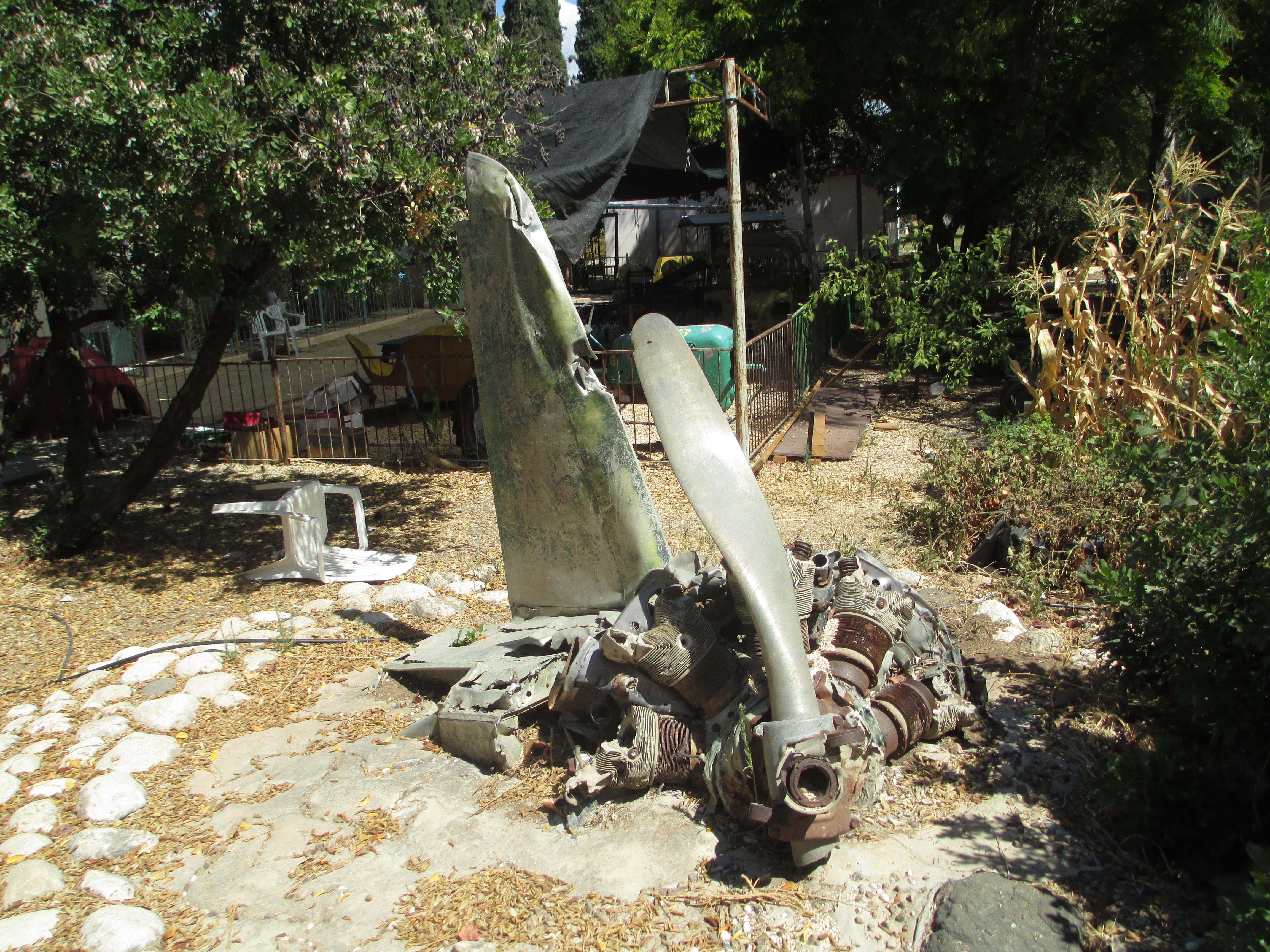
Остатки сирийского самолёта
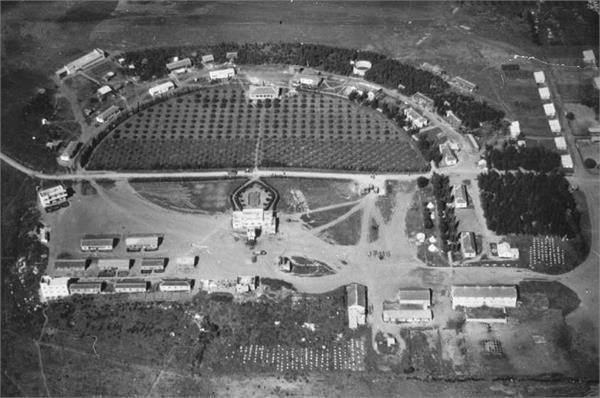
Аэрофотосъемка, 1939 г.
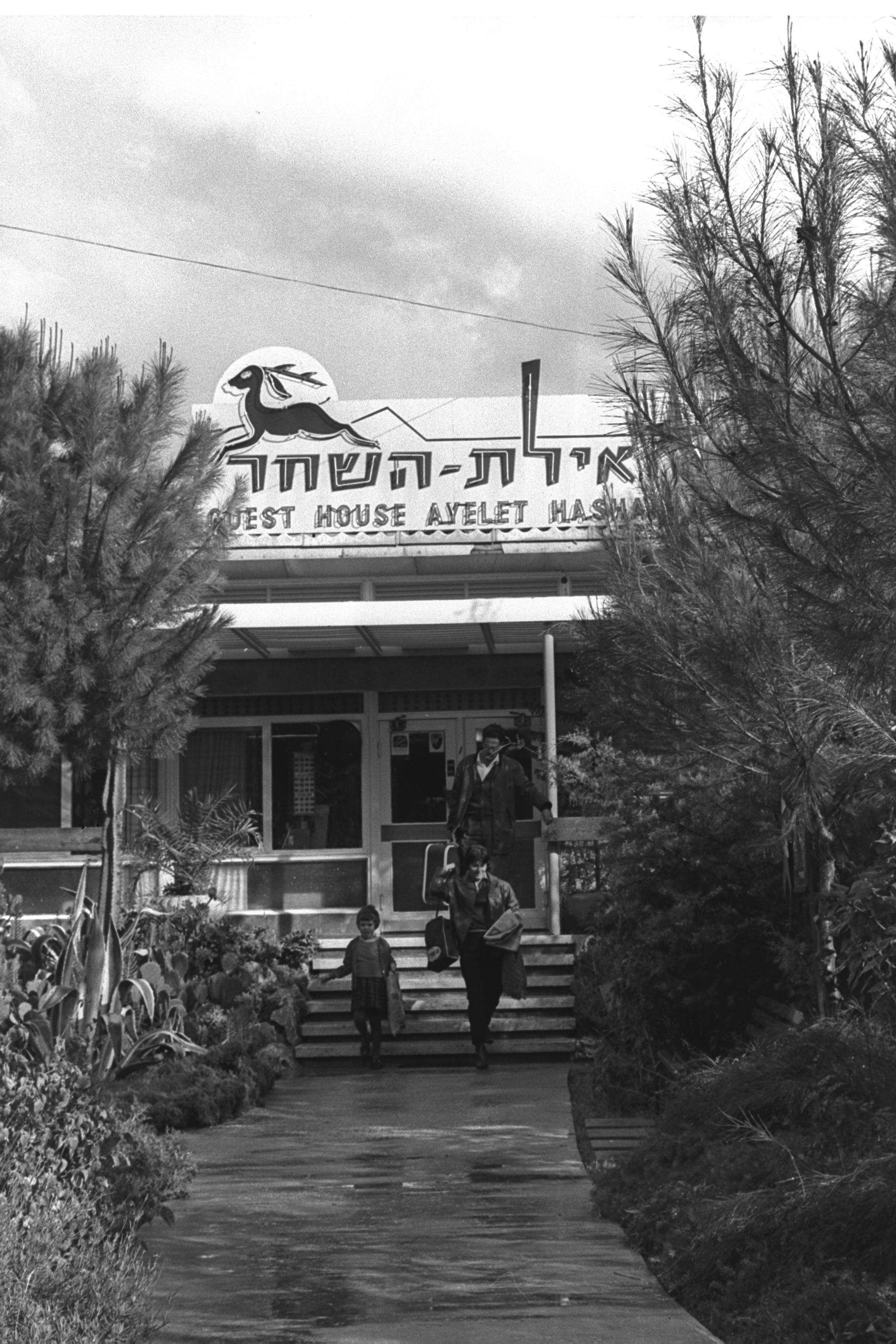
Гостевой дом в Айелет Хашахар, 1964

## Население
По данным Центрального статистического бюро Израиля, население на начало 2020 года составляло 1 134 человека.

## Экономика кибуца
Кибуц специализируется в области сельского хозяйства: садоводство, животноводство, разведение пчёл и рыбы.
Для туристов предлагается поле для игры в пейнтбол, спортивный тир и прогулка на джипах.
В кибуце есть большой центр абсорбции новых иммигрантов.
Около десяти лет назад кибуц был приватизирован, и некоторые сферы услуг превратились в малые предприятия, включая столярную мастерскую, гараж, службу электрика и прочее.

## «Подкова»
Памятником начального периода организации кибуца является «Подкова» — группа из 10 зданий, построенных вокруг центральной площади. По форме эта группа напоминает подкову. Эти здания были первыми постоянными сооружениями кибуца и первоначально использовались для проживания а позже там были открыты различные мастерские. Совет сохранения объектов израильского наследия определил эти постройки, как исторические объекты. В 2012 году консервационные работы были завершены. Сегодня в доме № 1 работает обувная мастерская, здесь же находится информационно-туристический центр.

Дома на «Подкове», кибуц Айелет-ха-Шахар
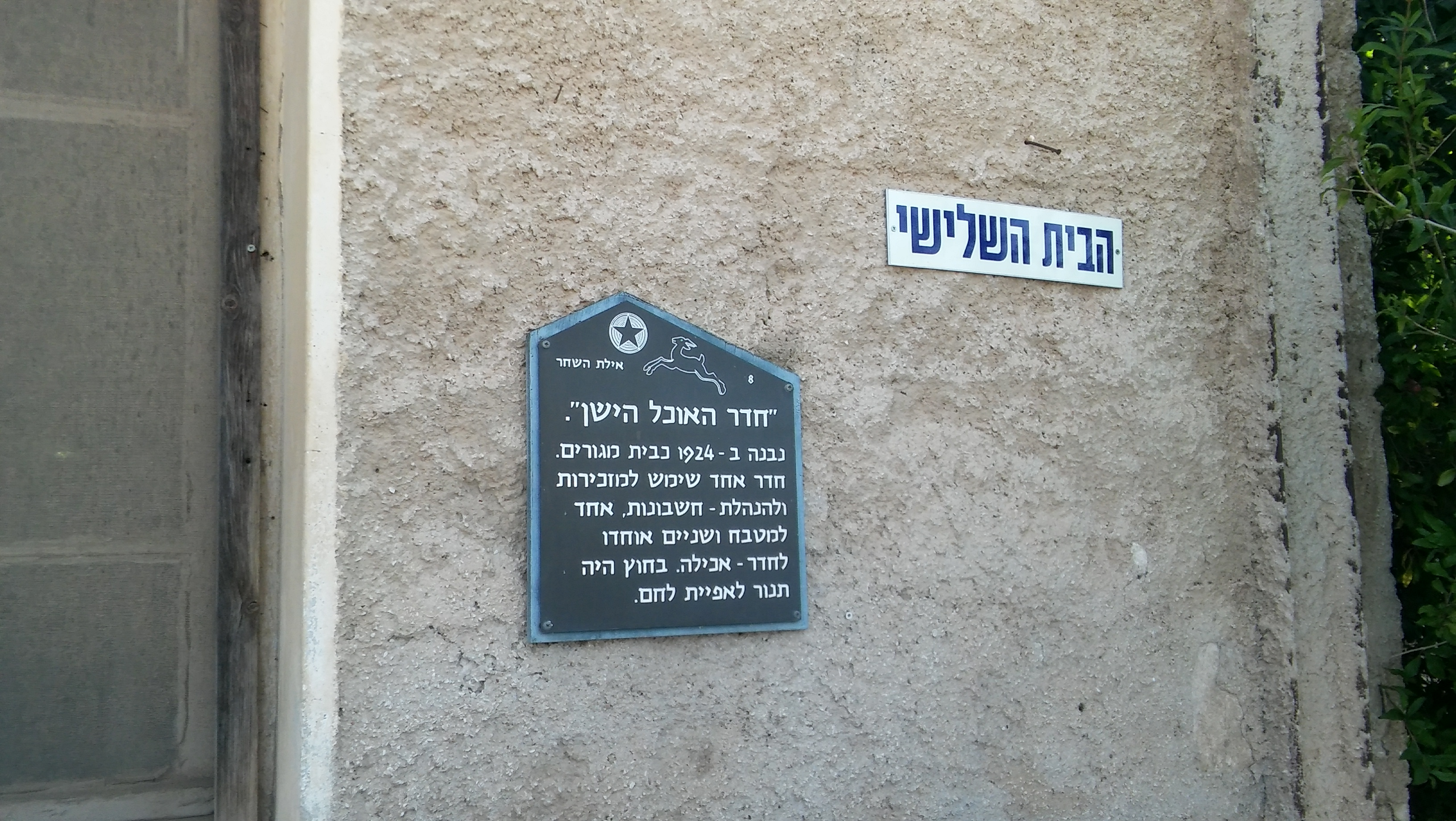
В доме №3 находились контора и столовая
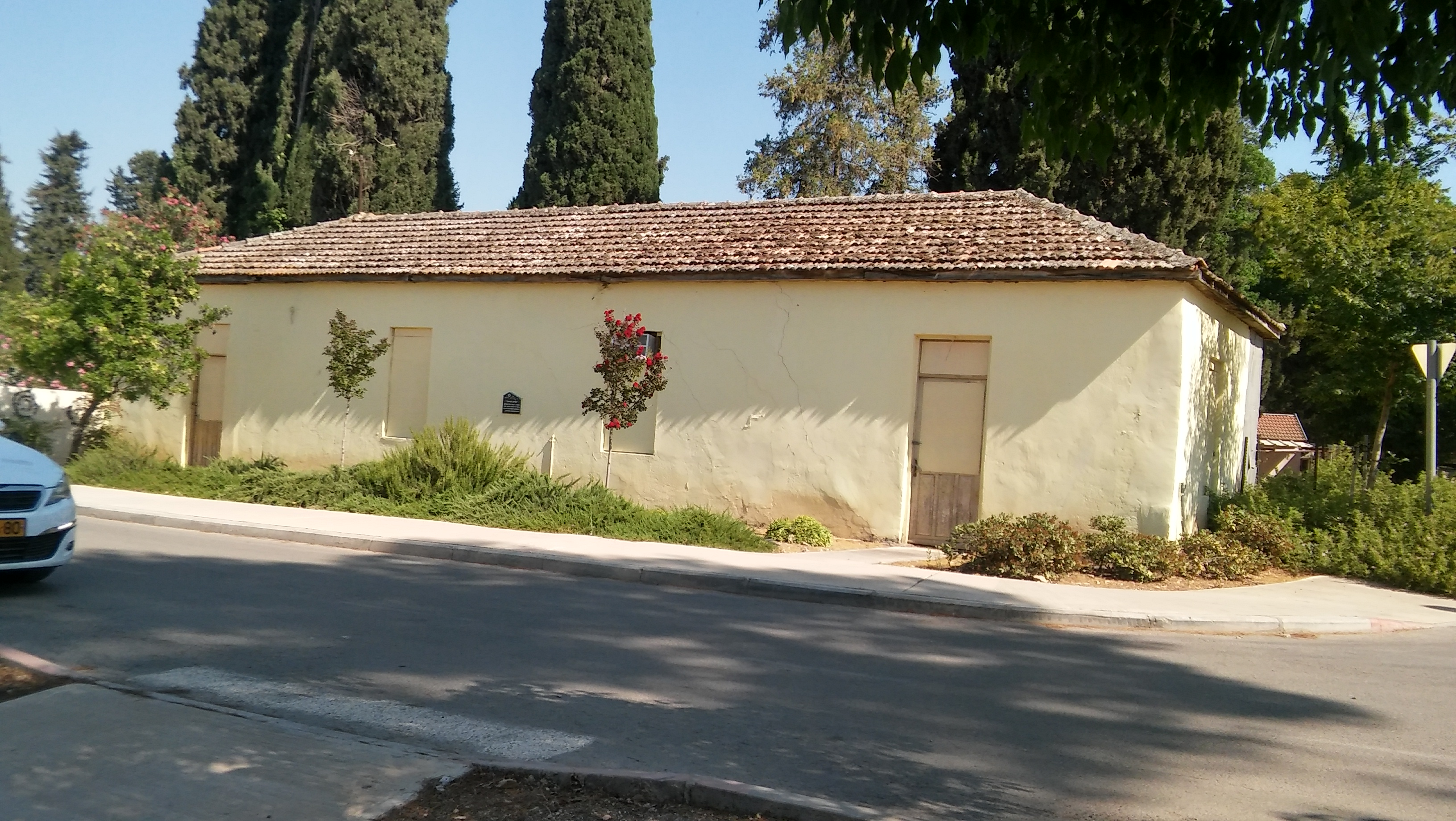
Дом №6
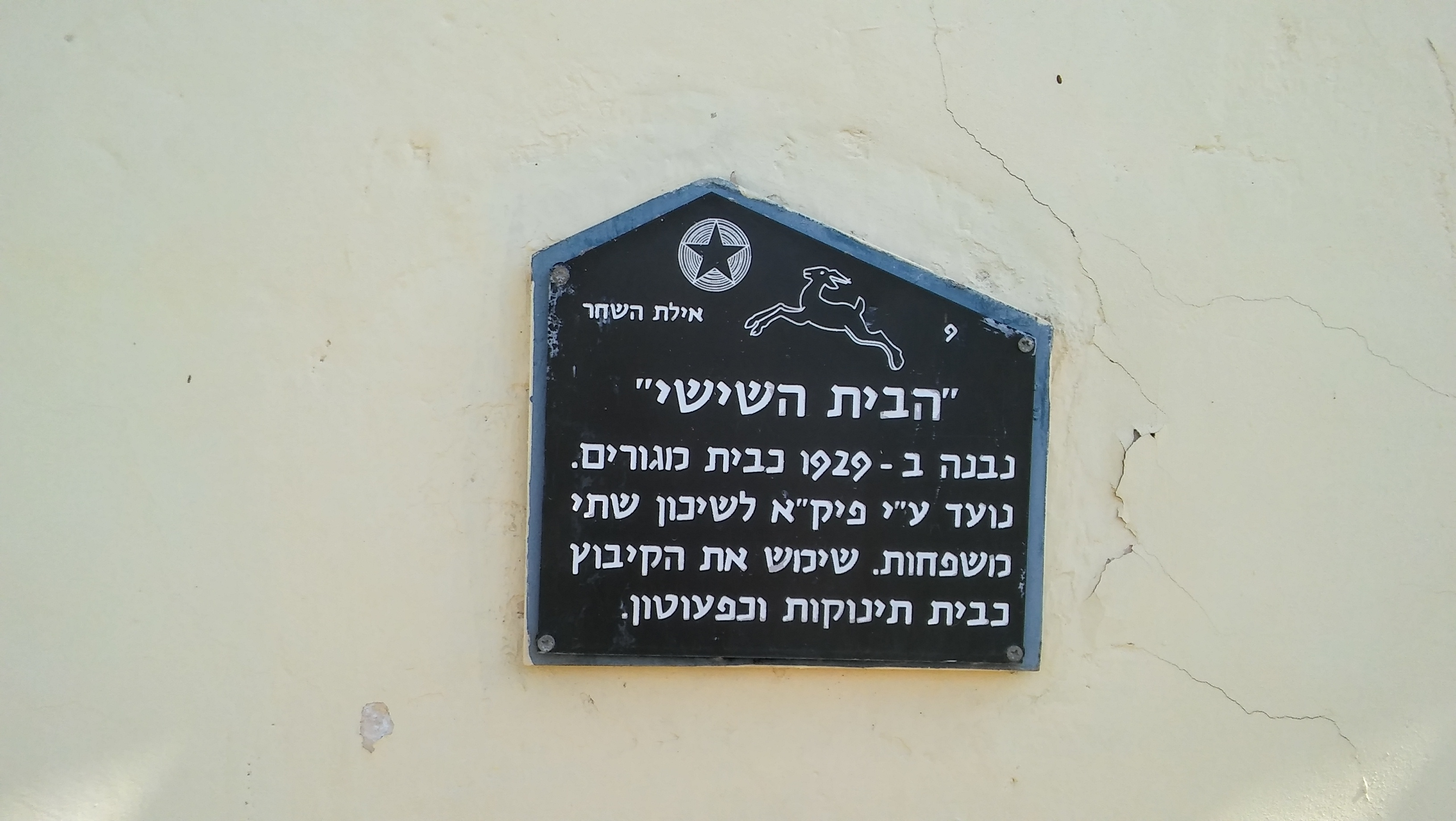
В доме №6 размещались ясли и детский сад
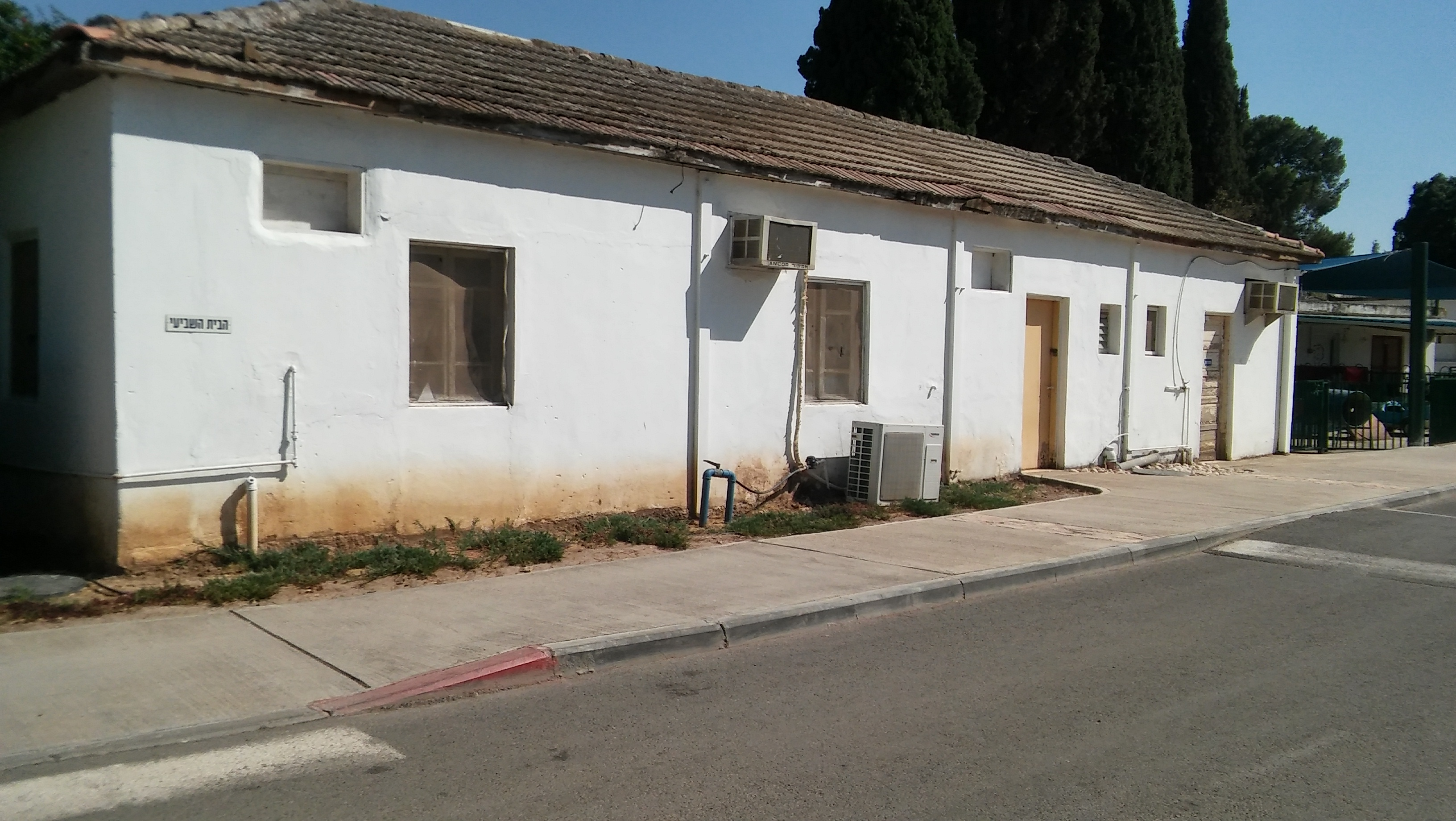
Дом №7
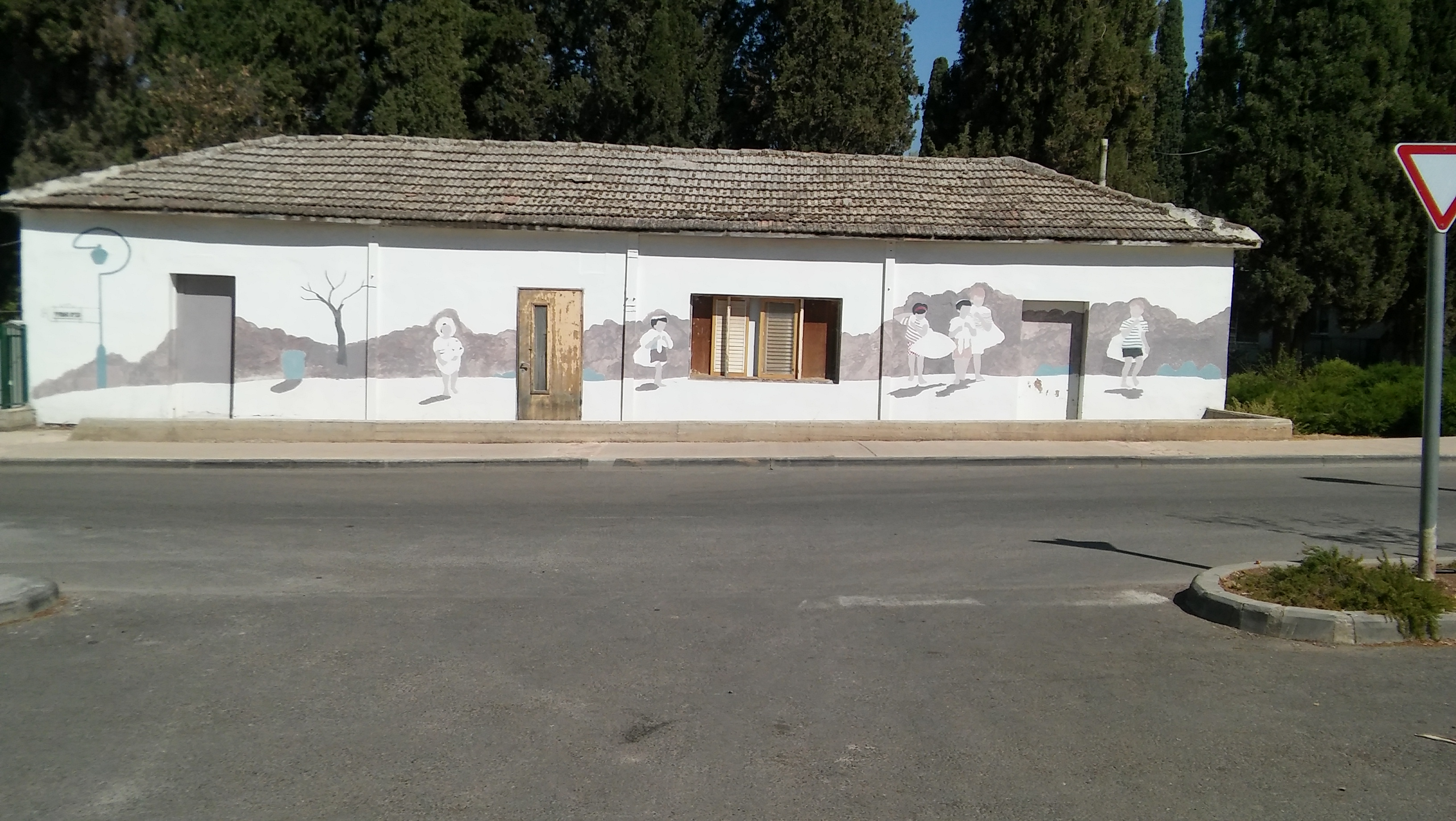
Дом №8
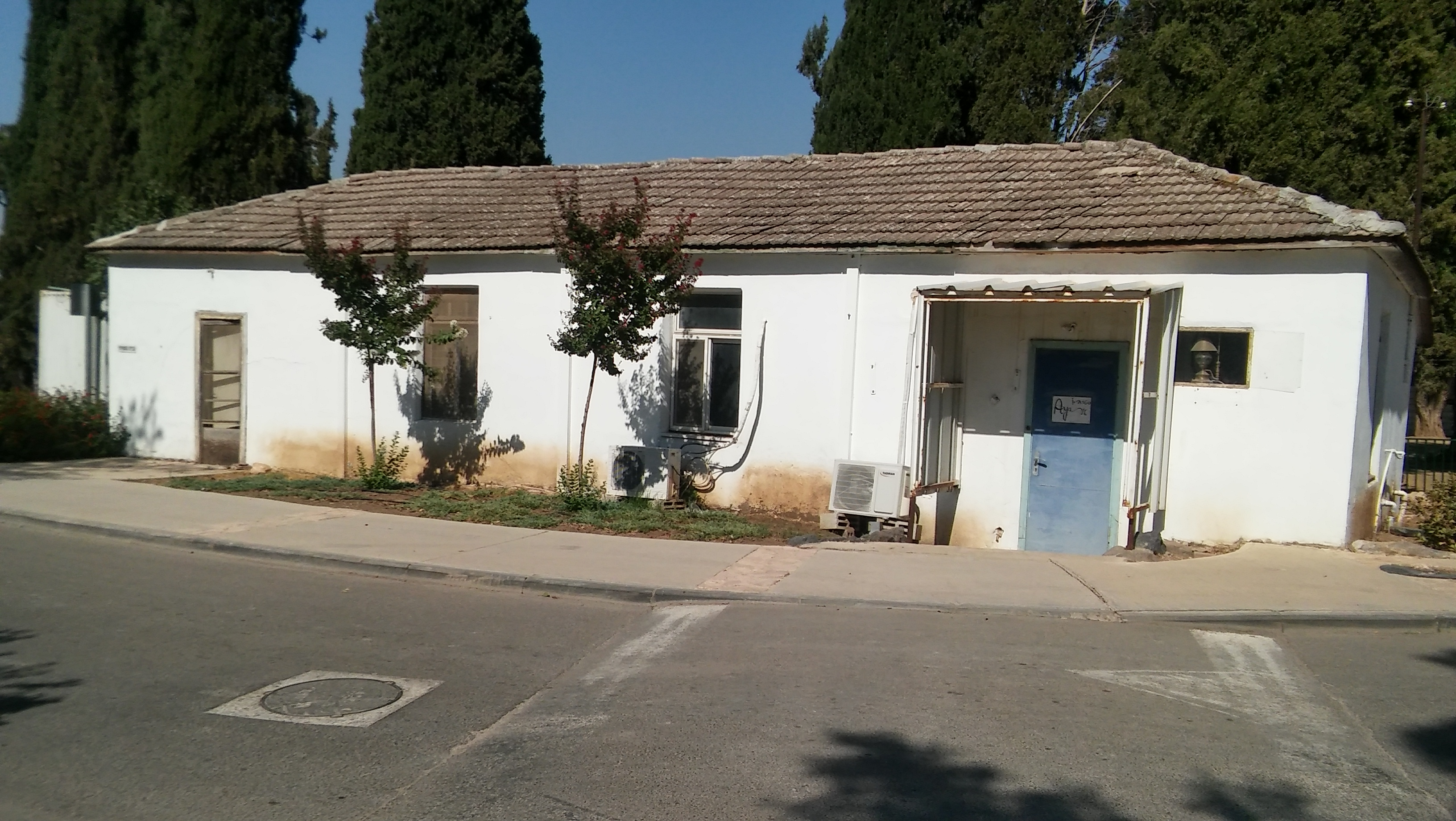
Дом №9
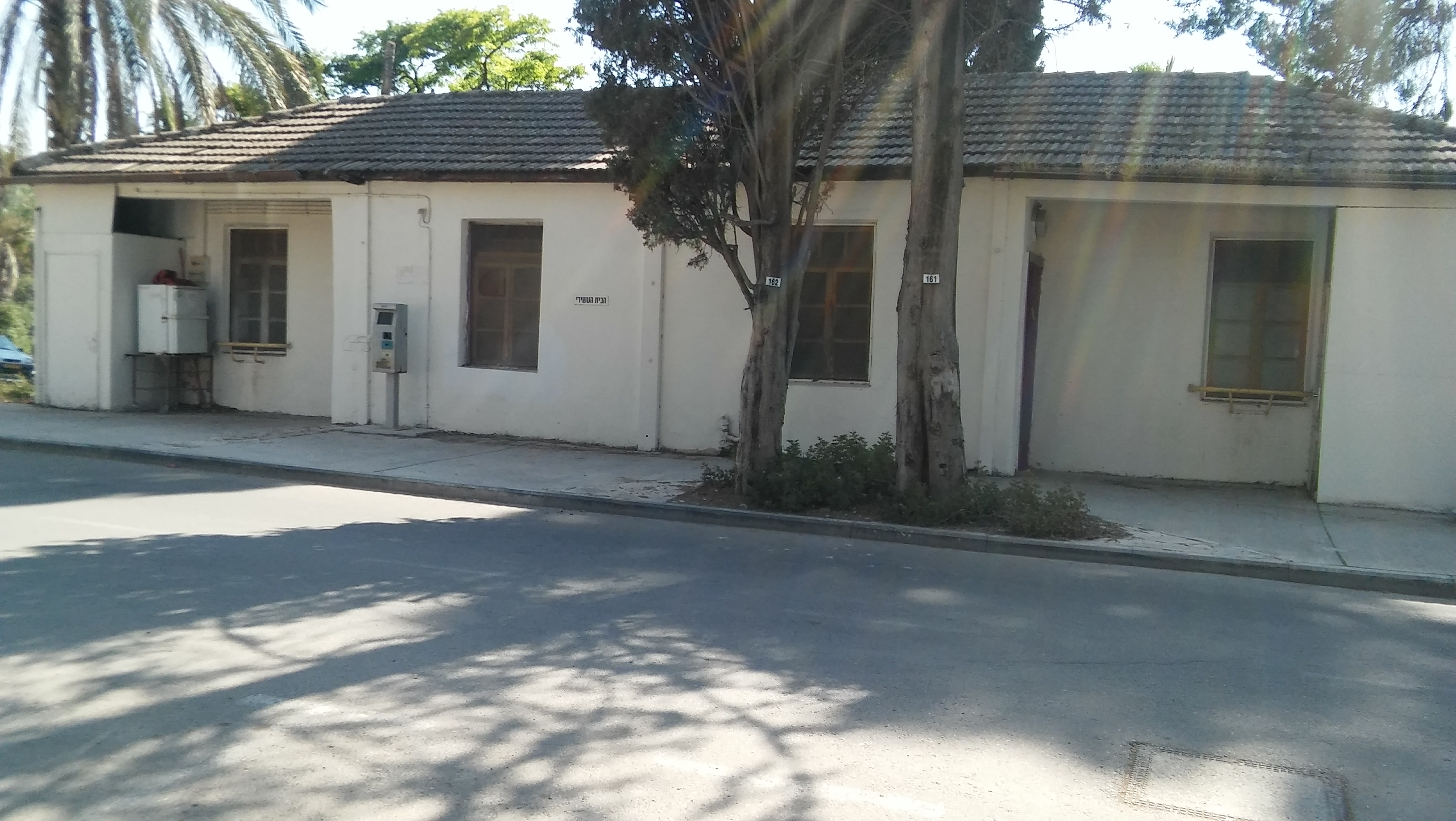
Дом №10

### История зданий
В 1923 году кибуц переместился на новое место: с южного холма, которое он занимал с 1915 года восточнее. Здесь быстро построили новые здания: дома для проживания, коровник и водонапорную башню. Первые 10 домов были построены вокруг площади и эта застройка, если смотреть на плане, по форме напоминала подкову. Так не строили здания ни в одном из существовавших в то время кибуцов. Подобное устройство было сделано для того, чтобы поселенцы могли перейти от кибуцного образа жизни к мошавному, разделить общую землю на личные участки рядом с домами и выращивать на этих участках сельскохозяйственную продукцию силами одной семьи.
Еврейское колонизационное общество поддержало новую организацию коллективного хозяйства под контролем и управлением Михаэля Эрлиха. В первую очередь группа построила сарай, водонапорную башню и 5 зданий, расположение которых в плане напоминало подкову, а в 1929 году было завершено строительство ещё пяти зданий.
Первоначально здания использовались для жилья, но постепенно члены кибуца переехали в другие дома и, наконец, в 1950-х годах они стали не жилыми. Параллельно в зданиях стали размещать детские сады, конторы и мастерские. Некоторые из зданий сохранились и поддерживаются, а некоторые были заброшены.

### Описание конструкции
Все дома на «подкове» представляют собой одноэтажные здания, построенные практически по одному плану. Каждое здание было длинным, и состояло из 4 комнат, двух двухкомнатных квартир. Каждая квартира имела прихожую и внутреннюю комнату. Обычно каждая квартира предназначалась для семьи, но в некоторых случаях в каждой комнате жили разные люди, при этом те, кто жил во внутренних комнат часто вынужден был входить в свою комнату через окно, чтобы не мешать тем, кто жил в первой комнате.
Стены домов были построены из камней, которые добывались в каменоломне неподалёку, а затем их покрывали штукатуркой . Потолок штукатурили смесью глины и мелко рубленного речного тростника. Крышу держали с помощью деревянных балок, и покрывали марсельской черепицей.

### Назначение зданий
В некоторых случаях сохранилась документация по истории домов:
- Дом № 1: В 1951 году сюда переехала в обувная мастерская кибуца. Здание было отреставрировано и реконструировано в 2011 году и используется в качестве сапожной мастерской и информационно-туристического центра.
- Дом № 2: Изначально использовался как жилье. В последние годы используется в качестве архива кибуца.
- Дом № 3: Построен в 1924 году как жилой дом. Позже он был разделен между секретариатом и бухгалтерией, в нём размещалась также первая столовая кибуца.
- Дом № 5: был снесен, и на этом участке построено жилое здание.
- Дом № 6: Построен в 1929 году для 2 семей. Позже здесь находились ясли и детский сад.
- Дом № 9: Изначально использовался как место жительства. Есть галерея.